# Accademia Pontaniana
L'Accademia Pontaniana è sorta nel 1458 a Napoli come libera iniziativa di uomini di cultura. È pertanto una delle primissime Accademie fondate in Europa e la prima del Regno di Napoli. Riconosciuta con il regio decreto n. 473 del 10 ottobre 1825, si propone di coltivare le scienze, le lettere e le arti.

## Storia
Fondata da Antonio Beccadelli (detto il "Panormita") nel 1458, fu inizialmente denominata Porticus Antonianus ("Portico di Antonio" in latino).
A Beccadelli successe Giovanni Pontano, che diede al sodalizio una fisionomia più precisa ed un carattere più ufficiale alle riunioni. Queste si tenevano nella sua casa e consistevano in banchetti accompagnati da declamazioni di versi latini. In suo onore il nome mutò in Accademia Pontaniana. Tra i suoi esponenti dell'epoca, i poeti Jacopo Sannazaro, Giano Anisio, Giovanni Cotta, Marcantonio Epicuro e Alfonso De Gennaro, l'umanista Mario Equicola, il pittore Andrea Sabatini, lo scrittore Andrea Matteo III Acquaviva.
Alcuni anticipano la nascita dell'accademia al 1442, anno in cui Alfonso I d'Aragona, all'indomani dell'investitura a re di Napoli, allestì nella sua casa di Castel Capuano una ricchissima biblioteca (poi trasferita al Castel Nuovo) dove si riunivano uomini di cultura per discutere di letteratura e filosofia. In suo onore questo sodalizio fu chiamato Accademia Alfonsina. Da questa sarebbe discesa direttamente quello di Antonio Beccadelli, protetto del Re stesso. Se si accettasse questa ipotesi, allora la Pontaniana sarebbe la più antica delle Accademie italiane.
Durante la sua storia plurisecolare, l'Accademia ha subito due soppressioni.
La prima volta fu fatta chiudere, nel 1542, dal viceré spagnolo Don Pedro de Toledo il quale, data la centralità e l'alta considerazione di cui l'accademia godeva in tutti gli Stati italiani dell'epoca, volle osteggiarla temendo che, i numerosi letterati e uomini di cultura in essa riunitisi, potessero questionare la sua autorità. I letterati che erano soliti frequentarla, così come i loro successori, non cessarono comunque le proprie attività, né i loro incontri, spesso anche di grande rilevanza per la vita culturale della città e del regno.
Rinacque formalmente dopo oltre due secoli e mezzo (12 dicembre 1808) come Società Pontaniana per iniziativa di un gruppo di dotti, di scienziati e di letterati radunati in casa di Giustino Fortunato. Nel 1817 fu riconosciuta ufficialmente e il 10 ottobre 1825 riassunse il suo vecchio nome di Accademia in virtù di un decreto di Francesco I.
Nel 1934 fu nuovamente soppressa dal governo fascista che la chiuse adducendo il pretesto che a Napoli c'erano due accademie, il che infrangeva la legge dell'unità sacra al regime. In realtà la motivazione era politica: molti suoi appartenenti erano di tendenza dichiaratamente antifascista. Nel 1943 la sua biblioteca fu data alle fiamme insieme a quella della Società Reale e all'Archivio di Stato. L'accademia pontaniana fu però ristabilita nell'immediato dopoguerra, con decreto del 19 febbraio 1944.
Tra i presidenti dell'Accademia si ricorda Benedetto Croce dal 1917 al 1923.
Oggi la vita dell'Accademia è regolata dallo Statuto del 1825, modificato nel 1952. La sua attività prevede adunanze nelle quali vengono presentate memorie, comunicazioni, relazioni. Promuove, inoltre, concorsi e conferisce premi.

### Ufficio della ricostruzione angioina

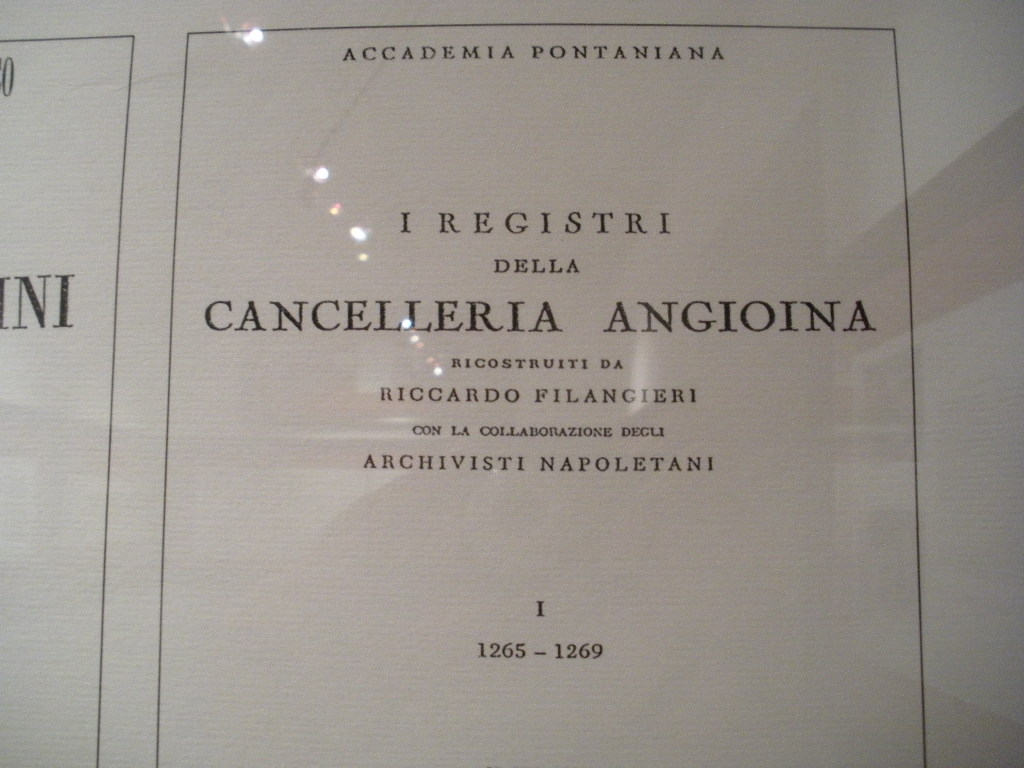
Il primo volume de I registri della cancelleria angioina ricostruiti da Riccardo Filangieri con la collaborazione degli archivisti napoletani editi dall'Accademia Pontaniana

L'accademia sostiene finanziariamente l'Ufficio della ricostruzione angioina, iniziativa voluta da Riccardo Filangieri di Candida, direttore dell'Archivio di Stato di Napoli, con lo scopo di rimediare alla distruzione dei materiali archivistici di maggior pregio, avvenuta il 30 settembre 1943, a seguito di una rappresaglia nei confronti della città decisa dal locale comando della Wehrmacht. Si trattò della distruzione di 866 casse di documenti d'archivio, che si credeva di aver messo al riparo dai bombardamenti, mediante occultamento nel nolano, all'interno della villa dei Conti Montesano di San Paolo Belsito.
La rappresaglia tedesca portò alla distruzione del materiale di «maggior pregio storico», la «gemma» più preziosa dell'archivio di Stato di Napoli, la Cancelleria Angioina:  «375 registri in pergamena e 3 in carta; 4 registri frammentari detti "registri nuovi";  66 volumi in carta, intitolati "fascicoli"; 37 volumi di atti in pergamena, originali, detti "arche in pergamena" e 21 volumi di atti in carta, pure originali, detti "arche in carta"». Tra i beni perduti, anche l'unico registro superstite della cancelleria imperiale di Federico II, quello relativo agli anni 1239-1240.
Filangieri concepì allora un'opera colossale, che appariva allo stesso tempo discutibile e disperata, ma che egli portò avanti con perseveranza fino alla morte, grazie al finanziamento dell'Accademia Pontaniana, coinvolta nel progetto su indicazione di Benedetto Croce: si trattava della ricostruzione minuziosa degli archivi perduti, basandosi su tutte le tracce rimaste in vita - «originali, copie, manoscritti, microfilm e fotocopie esistenti nell'AS Napoli e altrove, trascritti, pubblicati o raccolti da studiosi italiani e stranieri di ogni tempo» - anche attraverso l'interlocuzione dei 350 studiosi che vi avevano avuto a che fare negli ultimi 40 anni.
Istituito nel 1944, l'ufficio riuscì a condurre in porto, dal 1950 al 1959, la pubblicazione dei primi 13 volumi, l'ultimo dei quali postumo, de I Registri della Cancelleria angioina ricostruiti da Riccardo Filangieri con la collaborazione degli archivisti napoletani, all'interno della collana editoriale pontaniana "Testi e documenti di storia napoletana". A questi sono da aggiungere altri tre volumi che Filangieri lasciò pressoché completi in forma manoscritta.
L'Ufficio della ricostruzione angioina ha proseguito il lavoro anche dopo la morte del suo fondatore, sempre sotto gli auspici dell'Accademia Pontaniana, che si fa carico degli oneri, e con la direzione di Jole Mazzoleni, ed è tuttora operante, sotto la guida di Stefano Palmieri.

## I presidenti
- 1808 - Vincenzo Cuoco
- 1808 - Domenico Sansone
- 1809 - Giovanni Battista Gagliardo
- 1809 - Matteo Angelo Galdi
- 1810 - Giuseppe Zurlo
- 1817 - Donato Tommasi
- 1826 - Ferdinando Visconti
- 1828 - Corradino d'Albergo
- 1829 - Raimondo Guarini
- 1830 - Giuseppe di Cesare
- 1831 - Corradino d'Albergo
- 1832 - Michele Tenore
- 1834 - Michele Arditi
- 1835 - Giuseppe di Cesare
- 1836 - Giacomo Filioli
- 1837 - Luca de Samuele Cagnazzi
- 1838 - Ferdinando de Luca
- 1839 - Giuseppe di Cesare
- 1840 - Michele Tafuri
- 1842 - Giuseppe Durini
- 1843 - Ferdinando de Luca
- 1844 - Giuseppe di Cesare
- 1845 - Michele Tenore
- 1846 - Oronzio Gabriele Costa
- 1847 - Giuseppe Campagna
- 1848 - Luca de Samuele Cagnazzi
- 1849 - Giuseppe Campagna
- 1850 - Giulio Genoino
- 1851 - Michele Tenore
- 1852 - Michele Tafuri
- 1853 - Michele Tenore
- 1855 - Giuseppe Campagna
- 1856 - Michele Tenore
- 1857 - Salvatore De Renzi
- 1859 - Michele Tenore
- 1861 - Ernesto Capocci
- 1862 - Giovanni Gussone
- 1863 - Salvatore De Renzi
- 1864 - Michele Baldacchini
- 1866 - Saverio Baldacchini
- 1867 - Luigi Palmieri
- 1869 - Salvatore de Renzi
- 1870 - Luigi Palmieri
- 1872 - Paolo Emilio Imbriani
- 1874 - Luigi Palmieri
- 1876 - Paolo Emilio Imbriani
- 1877 - Luigi Palmieri
- 1881 - Nicola Alianelli
- 1882 - Luigi Palmieri
- 1884 - Bartolomeo Capasso
- 1885 - Luigi Palmieri
- 1889 - Achille Sannia
- 1892 - Luigi Palmieri
- 1897 - Bartolomeo Capasso
- 1900 - Emanuele Fergola
- 1903 - Enrico Pessina
- 1906 - Emanuele Fergola
- 1909 - Federico Persico
- 1912 - Giovanni Antonelli
- 1917 - Benedetto Croce
- 1920 - Gabriele Torelli
- 1923 - Benedetto Croce
- 1926 - Gabriele Torelli
- 1929 - Michelangelo Schipa
- 1932 - Pasquale del Pezzo
- 1944 - Maria Bakunin
- 1949 - Fausto Nicolini
- 1955 - Luigi Torraca
- 1958 - Carmelo Colamonico
- 1964 - Ernesto Pontieri
- 1974 - Enzo Carlevaro
- 1977 - Francesco Sbordone
- 1983 - Antonio Scherillo
- 1990 - Giuseppe Martano
- 1996 - Guido Guerra
- 2002 - Antonio Garzya
- 2005 - Antonio Garzya
- 2008 - Carlo Sbordone
- 2011 - Carlo Sbordone
- 2014 - Fulvio Tessitore
- 2017 - Fulvio Tessitore
- 2020 - Giuseppe Marrucci